# 402-й винищувальний авіаційний полк (СРСР)
402-й винищувальний авіаційний полк (рос. 402-й истребительный авиационный полк) — полк за часів Другої світової війни у складі ВПС СРСР.

## Історія
Полк сформовано влітку 1941 року на аеродромі Чкаловський.
Бойові дії почав 2 липня 1941 року в складі ВПС Північно — Західного фронту.
20 лютого 1949 переформований у 968-й винищувальний авіаційний полк. У вересні 1993 — у 968-й інструкторсько — випробувальний змішаний авіаційний полк.
Розформований у листопаді 2009.

## Бойова діяльність полку у часи Другої Світової війни
| Період                  | Бойові вильоти | Втрати (літаки / пілоти) |
| ----------------------- | -------------- | ------------------------ |
| 25.06.1941 — 11.07.1941 | 5295           | 38/22                    |
| 20.04.1943 — 03.06.1943 | 519            | 21/10                    |
| 01.09.1943 — 20.05.1944 | 3222           | 26/21                    |
| 01.06.1944 — 01.09.1944 | 1251           | 6/2                      |
| 01.01.1945 — 09.05.1945 | 2972           | 10/4                     |
| Разом                   | 13511          | 101/88                   |

## Командири полку
| Період                   | Командир полку                              | Примітка |
| ------------------------ | ------------------------------------------- | -------- |
| 25.06.1941 — 11.07.1941  | підполковник Стефановський Петро Михайлович |          |
| 15.07.1941 — 19.11.1941  | майор Груздєв Костянтин Опанасович          |          |
| 19.11.1941 — 05. 07.1942 | майор Лисенко Іван Петрович                 |          |
| 05.07.1942 —12.1942      | капітан Коцеба Григорій Андрійович          | загинув  |
| 12.1942 — 29.04.1943     | майор Папков Володимир Васильович           | загинув  |
| 29.04.1943 — 16.07.1943  | майор Ніколаєнков Дмитро Єфремович          |          |
| 01.09.1943 — 10.08.1944  | майор Єрьомін Олексій Устинович             |          |
| 25.11.1944 — 1946        | майор Рубахін Анатолій Єрмолайович          |          |

## Матеріальна частина полку
| Дата                 | Тип літака |
| -------------------- | ---------- |
| 25.06.1941 — 04.1942 | МіГ-3      |
| 03.1942 — 22.11.1942 | І-16       |
| 04.1942 −22.11.1942  | Як-1       |
| 10.1942 — 22.11.1942 | ЛаГГ-3     |
| 12.1942 — 09.1944    | Як-1б      |
| 23.06.1943 — 1949    | Як-9Т      |
| 13.05.1944 — 1949    | Як-9Д      |
| 09.1944 — 1949       | Як-3       |
| 1949 — 1953          | МіГ-15     |
| 1953 — 1959          | МіГ-17     |
| 1959 — 1965          | МіГ-19ПМ   |
| 1965 — 1972          | МіГ-21     |
| 1972 — 11.1983       | МіГ-23     |
| 11.1983 — 11.2009    | МіГ-29     |